# 24 (第三季)
24（第三季）在2003年10月至2004年5月播出。在已放映的五季中，本季的收视最不理想。本季剧情从下午1点（洛杉矶时间）开始，第二天下午1点结束。

## 概览
第三季（2003–2004）设定在第二季的三年之后，推断其发生在2006年9月，也有人认为是2008年 
本季主要围绕生化武器恐怖袭击威胁而展开——一种致命的病毒将在洛杉磯释放。同时，大衛·帕默總統在争取连任，但卷入巨大的丑闻之中
第三季可以划分为三个部分：
1. 假如毒枭羅曼·沙拉薩不被释放的话，CTU必须阻止恐怖分子在洛杉磯释放一种致命病毒。
2. 一场关于病毒的买卖交易将在墨西哥进行，包智傑（Jack Bauer）必须截取它。
3. 整天的最大发排被揭穿，CTU必须组织病毒的扩散。

### 次要情节

#### 政治
- 柏大衛（David Palmer）總統在争取连任期间，他的私人医生／女朋友卷入了一件丑闻（其前夫被怀疑做假帐）。
- 柏大衛（David Palmer）總統的最大支持人，艾倫·密力根因为柏總統的胞弟柏偉賢（Wayne Palmer）与其妻子私通而要求柏總統炒掉柏偉賢。这导致了：
  - 柏大衛电邀其前妻，柏雪蓮（Sherry Palmer）帮助他处理这件事情，但她间接杀死了Alan Milliken。
  - 为了掩饰这件事，柏大衛不得不向警方撒谎。
  - 他的对手，祈約翰（John Keeler）参议员以此作为把柄威胁柏大衛，要求他退出竞选。
  - Julia（Alan Milliken妻子）在本季末尾杀死了柏雪蓮后自杀，种种震撼使柏大衛决意退出选举。

#### CTU
- 艾東尼（Tony Almeida）与丁妙思（Michelle Dessler）、顏卓兆（Chase Edmunds）与包嘉薇（Kim Bauer）之间紧张而浪漫的关系。
- 智傑的个人苦恼：要戒掉几个月前为了卧底工作而不得不养成的毒瘾，但其他人认为他是以此掩饰他的丧妻之痛。

### 结局
尽管没有最终阴谋的情节，第三季的结局还是发生了不少影响未来几季情节发展的事情。
1. 智傑用斧头砍断了顏卓兆的手臂，以分开他和一个计时病毒炸弹，同时也拯救了他们两人的生命。
2. 东尼向恐怖分子头目桑士庭（Stephen Saunders）屈服，以拯救爱妻丁妙思。
3. 柏大衛總統因其前妻可疑的死而决定不再参加竞选。可以推测，副總統彭占（Jim Prescott）会代表民主党参加竞选并且最终落败。
4. 智傑允许了包嘉薇与顏卓兆约会。

## 演员列表
这是第三季的主要演员列表：
主演
- 基夫修打蘭 饰演 包智傑（Jack Bauer） （主演第1-6季）
- 伊麗莎·庫斯伯特 饰演 包嘉薇（Kim Bauer） （主演第1-3季，客串第5季）
- 卡洛斯·伯纳德 饰演 艾東尼（Tony Almeida） （主演第2-3、5季，客串第1、4季）
- 玲子·艾尔斯沃斯 饰演 丁妙思（Michelle Dessler） （主演第3季，客串第2、4-5季）
- 詹姆斯·拜芝·戴尔 饰演 顏卓兆（Chase Edmunds） （主演第3季）
- 丹尼斯·黑斯伯特 饰演 柏大衛（David Palmer）总统 （主演第1-3季，客串第4-5季）

客串
- 瑪麗·萊恩·萊傑斯庫 饰演 岳高蓮（Chloe O'Brian） （主演第5-6季，客串第3-4季）
- Zachary Quinto 饰演 亚当·考夫曼 （客串第3季）
- 保罗·舒奥兹 饰演 卓瑞安（Ryan Chappelle） （客串第1-3季）
- Jesse Borrego 饰演 蓋柯·奧塔加 （客串第3季）
- D·B·胡塞德 饰演 柏偉賢（Wayne Palmer） （客串第3、5-6季）
- Paul Blackthorne 饰演 桑士庭（Stephen Saunders） （客串第3季）
- 格伦·莫苏华 饰演 皮亞朗（Aaron Pierce） （客串第1-6季）
- Geoff Pierson 饰演 祈約翰（John Keeler）参议员（客串第3-4季）
- 若阿金·德阿尔梅达 饰演 羅曼·沙拉薩 （客串第3季）
- Vincent Laresca 饰演 賀德·沙拉薩 （客串第3季）
- Vanessa Ferlito 饰演 克劳迪娅 （客串第3季）
- Greg Ellis 饰演 米高·阿馬多 （客串第3季）
- Riley Smith 饰演 凯尔·辛格  {客串第3季}

特邀客串
- 潘妮·强森·杰拉德 饰演 柏雪蓮（Sherry Palmer） （主演第2季，客串第1、3季）
- 莎拉·克拉克 饰演 梅莉娜（Nina Myers） （主演第1季，客串第2-3季）

## 琐事
- 本季是首季在美国本土开季。
- 凯尔·辛格，一个19岁的角色，其驾驶执照上显示出他出生与1987年8月。因此第三季应发生在2006年8月至2007年8月期间。由于总统初选应发生在3月，而第三季则发生在第一季的4年半以后。因此，第一季发生在2002年3月，根据第三季的总统候选人辩论赛，把时间设定于2006年9月刚好符合2006年8月至2007年8月的时间范围。
- 不像前两季，第三季不是在一个土法情节中结束的。它也是第一次不是以「无声钟」收尾的，尽管「无声钟」在傑克被迫于恐怖分子要求而杀死上司卓瑞安（Ryan Chappelle）时出现过。
- 由于本季钱德勒广场酒店的恐怖袭击，本季在屏幕上出现了最多尸体，此外还有大量CTU和三角洲部队人员的死亡。
- 第一季最显著的特点之一是任何角色都有可能是好人或是反派。为了找回这种感觉，为节目注入生机，制作人决定不与大部分主演演员续约。因此，编剧们宣称头三季是一个“三部曲”，而第四季将是一次“再生”。
- 根据TV Tome报道，智傑和克劳迪娅应该有一段正常的恋爱关系，但由于克劳迪娅的扮演者Vanessa Ferlito的档期问题，编剧只好让克劳迪娅在帮助顏卓兆逃跑过程中丧命。

## 剧集列表
| #  | 美国播放日期   | 产品号码 | 时间                    | 编剧                            | 导演                | 画面 |
| -- | -------------- | -------- | ----------------------- | ------------------------------- | ------------------- | ---- |
| 1  | 2003年10月28日 |          | 01:00 p.m. - 02:00 p.m. | Joel Surnow，Michael Loceff     | Jon Cassar          |      |
|    |                |          |                         |                                 |                     |      |
| 2  | 2003年11月4日  |          | 02:00 p.m. - 03:00 p.m. | Joel Surnow, Michael Loceff     | Jon Cassar          |      |
|    |                |          |                         |                                 |                     |      |
| 3  | 2003年11月11日 |          | 03:00 p.m. - 04:00 p.m. | Howard Gordon                   | Ian Toynton         |      |
|    |                |          |                         |                                 |                     |      |
| 4  | 2003年11月18日 |          | 04:00 p.m. - 05:00 p.m. | Stephen Kronish                 | Ian Toynton         |      |
|    |                |          |                         |                                 |                     |      |
| 5  | 2003年11月25日 |          | 05:00 p.m. - 06:00 p.m. | Evan Katz                       | Jon Cassar          |      |
|    |                |          |                         |                                 |                     |      |
| 6  | 2003年12月2日  |          | 06:00 p.m. - 07:00 p.m. | Duppy Demetrius                 | Jon Cassar          |      |
|    |                |          |                         |                                 |                     |      |
| 7  | 2003年12月9日  |          | 07:00 p.m. - 08:00 p.m. | Robert Cochran，Howard Gordon   | Ian Toynton         |      |
|    |                |          |                         |                                 |                     |      |
| 8  | 2003年12月16日 |          | 08:00 p.m. - 09:00 p.m. | Robert Cochran, Howard Gordon   | Ian Toynton         |      |
|    |                |          |                         |                                 |                     |      |
| 9  | 2004年1月6日   |          | 09:00 p.m. - 10:00 p.m. | Robert Cochran, Howard Gordon   | Brad Turner         |      |
|    |                |          |                         |                                 |                     |      |
| 10 | 2004年1月13日  |          | 10:00 p.m. - 11:00 p.m. | Joel Surnow, Michael Loceff     | Brad Turner         |      |
|    |                |          |                         |                                 |                     |      |
| 11 | 2004年1月27日  |          | 11:00 p.m. - 12:00 a.m. | Joel Surnow, Michael Loceff     | Jon Cassar          |      |
|    |                |          |                         |                                 |                     |      |
| 12 | 2004年2月3日   |          | 12:00 a.m. - 01:00 a.m. | Evan Katz, Stephen Kronish      | Jon Cassar          |      |
|    |                |          |                         |                                 |                     |      |
| 13 | 2004年2月10日  |          | 01:00 a.m. - 02:00 a.m. | Robert Cochran, Stephen Kronish | Bryan Spicer        |      |
|    |                |          |                         |                                 |                     |      |
| 14 | 2004年2月17日  |          | 02:00 a.m. - 03:00 a.m. | Howard Gordon, Evan Katz        | Beyan Spicer        |      |
|    |                |          |                         |                                 |                     |      |
| 15 | 2004年2月24日  |          | 03:00 a.m. - 04:00 a.m. | Michael Loceff                  | Kevin Hooks         |      |
|    |                |          |                         |                                 |                     |      |
| 16 | 2004年3月30日  |          | 04:00 a.m. - 05:00 a.m. | Evan Katz, Stephen Kronish      | Kevin Hooks         |      |
|    |                |          |                         |                                 |                     |      |
| 17 | 2004年4月6日   |          | 05:00 a.m. - 06:00 a.m. | Robert Cochran, Stephen Kronish | Ian Toynton         |      |
|    |                |          |                         |                                 |                     |      |
| 18 | 2004年4月18日  |          | 06:00 a.m. - 07:00 a.m. | Howard Gordon, Evan Katz        | Ian Toynton         |      |
|    |                |          |                         |                                 |                     |      |
| 19 | 2004年4月20日  |          | 07:00 a.m. - 08:00 a.m. | Michael Loceff                  | Jon Cassar          |      |
|    |                |          |                         |                                 |                     |      |
| 20 | 2004年4月27日  |          | 08:00 a.m. - 09:00 a.m. | Virgil Williams                 | Jon Cassar          |      |
|    |                |          |                         |                                 |                     |      |
| 21 | 2004年5月4日   |          | 09:00 a.m. - 10:00 a.m. | Joel Surnow, Michael Loceff     | Frederick K. Keller |      |
|    |                |          |                         |                                 |                     |      |
| 22 | 2004年5月11日  |          | 10:00 a.m. - 11:00 a.m. | Robert Cochran, Howard Gordon   | Frederick K. Keller |      |
|    |                |          |                         |                                 |                     |      |
| 23 | 2004年5月18日  |          | 11:00 a.m. - 12:00 p.m. | Evan Katz, Stephen Kronish      | Jon Cassar          |      |
|    |                |          |                         |                                 |                     |      |
| 24 | 2004年5月25日  |          | 12:00 p.m. - 01:00 p.m. | Joel Surnow, Michael Loceff     | Jon Cassar          |      |
|    |                |          |                         |                                 |                     |      |